# Eugenio César Corti
Eugenio César Corti (en alemán, Egon Caesar Corti o Egon Caesar Conte Corti) (Zagreb, 2 de abril de 1886-Klagenfurt, 17 de septiembre de 1953) fue un historiador y biógrafo austríaco especializado en biografías de príncipes y alta nobleza.

## Biografía
Fue hijo de Hugo Corti, oficial austríaco (1851-1916) y Olga Müller. Por la parte paterna descendía de una familia de origen lombardo al servicio del Imperio austríaco. Su abuelo era Francisco Corti (1803-1890) también militar.
Comenzó la carrera militar como teniente en un regimiento de dragones. Llegaría a participar en la Primera Guerra Mundial. Tras el final de esta abandonó las armas y comenzó a estudiar historia en la Universidad de Viena. A la vez comenzó a escribir biografías sobre personajes históricos.
En 1938, tras la anexión de Austria a Alemania intentaría afiliarse al partido nazi, sin éxito, por los orígenes judíos de su mujer.
Falleció en la ciudad austríaca de Klagenfurt, en el estado de Carintia.

## Obra
Su obra consiste en su mayoría en biografía de personajes históricos del siglo XIX como Isabel de Baviera, Alejandro de Hesse, Maximiliano de Méjico y Carlota de Bélgica. Sus libros se caracterizan por el uso de fuentes directas, en algunos casos obteniendo acceso a los archivos privados de la familia del personaje.

### Individuales
1. ↑  «Schematismus für das Kaiserliche und Königliche Heer und für die Kaiserliche und Königliche Kriegsmarine. 1918». Schematismus für das Kaiserliche und Königliche Heer und für die Kaiserliche und Königliche Kriegsmarine (en alemán): 748.
2. ↑  Ratz, Konrad; Valadés, Patricia Galeana de (2008). Tras las huellas de un desconocido: nuevos datos y aspectos de Maximiliano de Habsburgo. Siglo XXI. ISBN 978-968-23-2749-0. Consultado el 17 de diciembre de 2021.
3. ↑  Zermeño, Héctor Díaz (2005). México: de la Reforma y el Imperio. UNAM. p. 194. ISBN 978-970-32-2217-9. Consultado el 17 de diciembre de 2021.